# Aspathrekaval, Hunsur
Aspathrekaval là một làng thuộc tehsil Hunsur, huyện Mysore, bang Karnataka, Ấn Độ.